# Nemzeti Főtanács
A Nemzeti Főtanács a második világháborút követően létrehozott háromtagú testület volt, amely a Magyar Királyság kollektív államfői jogköreit gyakorolta először a megszálló szovjet hadsereg által ellenörzött területeken, majd az egész országban. A köztársasági államforma bevezetéséről szóló 1946. évi I. törvény 1946. február 1-jével megszüntette. Felállítása és működése politikai szempontból igen jelentős volt: pártállástól való viszonytól és a köztársasági államformához való viszonytól függően eltérően értékelték.

## Előzményei, megalakulása és változásai
”A dálnoki Miklós Béla vezette Ideiglenes Nemzeti Kormányt (1944. december 22. – 1945. november 15.) a szovjetek és az amerikaiak 1945 szeptemberében ismerték el, a britek ellenben megvárták a nemzetgyűlési választásokat és a Tildy-kormány megalakulását. Az államfői jogokat gyakorló Nemzeti Főtanács létjogosultsága csak a köztársaság kikiáltása után szűnt meg 1946 februárjában.”
„A háborús és népellenes bűntettek elkövetőivel szemben bevezetett népbíráskodás a kegyelmezési jog gyakorlását is fölvetette. A kormány javaslatára, az Ideiglenes Nemzetgyűlés 23 tagú Politikai Bizottsága, amely két nemzetgyűlési ülésszak között mintegy helyettesítette az őt megválasztó testületet, 1945. január 26-án elhatározta egy háromtagú államfői testület fölállítását. E Nemzeti Főtanács elnöke a házelnök Zsedényi Béla, az egykori miskolci jogakadémiai közjogászprofesszor volt, tagjai pedig Miklós Béla miniszterelnök, valamint a Moszkvából hazatért Gerő Ernő kommunista nemzetgyűlési képviselő lettek. A testület hatáskörébe az egyéni kegyelmezési s bizonyos fölmentési hatáskörön túl kinevezési jogok, beleérte új miniszterek megbízását is, tartoztak”
Az államformának a bizonytalansága mellett változatlanul gondot okozott az államfői jogok gyakorlása, amely tehát az Ideiglenes Nemzeti Kormány tagjai, az Ideiglenes Nemzetgyűlés Elnöksége és a Nemzeti Főtanács között oszlott meg. A Politikai Bizottság március 12-én a kormány javaslatára egy alkotmányjogi bizottság fölállítását határozta el, ez azonban soha nem ült össze. Helyette március 22-én, immár Budapesten, Valentiny Ágoston igazságügy-miniszter (SZDP) egy a demokratikus pártok szakértőiből álló, később az érintett minisztériumok delegátusaival is kiegészült, szakértő bizottságot hívott össze. E testület számára Bölöny József, a Pécsi Tudományegyetem legitimista közjogász magántanára dolgozott ki egy az ideiglenességgel továbbra is számoló tervezetet, amely ideiglenesen – az 1920: I. tc. szellemében – egy háromtagú, a nemzetgyűlés által választott Nemzeti Kormányzótanácsra kívánta ruházni az államfői jogok összességét, anélkül azonban, hogy magát az államforma ügyét érintette volna. Tervezete keresztülment ugyan a június 7-ei szakértői értekezleten, ám az ott többek – közöttük a Belügyminisztériumot, egyszersmind a baloldali radiális Nemzeti Parasztpártot is képviselő Bibó István – által kifejtett aggodalmak hatására a Politikai Bizottság július 21-én átdolgozásra visszaadta. Noha ennek némely részleteit később fölhasználhatták, a Nemzeti Kormányzótanács terve végül is kútba esett."
"A kommunista tervezet az 1945: III. és XI. tc.-re épülvén, lényegében csak a Nemzeti Főtanácsot megillető reprezentatív és kinevezési hatáskört kívánta a köztársasági elnökre ruházni, a végrehajtó hatalmat pedig a nemzetgyűlésnek, politikai bizottságának, valamint a kormánynak akarta meghagyni."
52. old.
"A köztársasági elnök külügyi kinevezési, kegyelmezési, kitüntetési és címadományozási jogát a tervezetek és maga a törvény is nagyjából s egészében már a Nemzeti Főtanács számára megállapított körben szabták meg. A bizottság kicsit módosított: a nemzetgyűlésre ruházta a kitüntetésalapítás jogát, ugyanakkor Zsedényi javaslatára a hivatali (egyetemi stb.) címadományozást a köztársasági elnök hatáskörébe utalta."
"Az államforma és az államfői hatalom kérdésének végleges rendezéséig az államfői jogok egy részét gyakorló háromfős testület Magyarországon (1945-46). 1945 februárjában az Ideiglenes Nemzetgyűlési Politikai Bizottsága és az Ideiglenes Nemzeti Kormány 59/1945. Eln. sz. rendelete hívta életre, amit utólag az 1945. évi III. tv. hagyott jóvá. Tagjai az Ideiglenes Nemzetgyűlés elnöke vagy helyettese, a miniszterelnök vagy helyettese, és a nemzetgyűlés politikai bizottsága választott tagja vagy póttagja lettek. Az 1945. novemberi választások után, mivel az FKgP adta a miniszterelnököt és a házelnököt is egyben, módosították az összetételét (a Nemzeti Főtanács attól kezdve a nemzetgyűlés elnöke mellett két, a képviselők által választott tagból állt, akiket póttagok helyettesítettek). A köztársasági államforma bevezetéséről szóló 1946. évi I. tv. 1946. február 1-jével megszüntette."
„Az államfő jogköre – mivel a királyság, mint államforma továbbra is fennállt, azonban sem a trón, sem a kormányzói tisztség nem volt betöltve – az Ideiglenes Nemzetgyűlés Elnöksége, az Ideiglenes Nemzeti Kormány, a miniszterelnök személye és a Nemzeti Főtanács között oszlott meg. A nemzetgyűlés vezetői nevezték ki a politikai államtitkárokat, a Kúria elnökét, a Közigazgatási Bíróság elnökét, a Legfőbb Állami Számvevő Szék elnökét, a tábornoki kar tagjait. A Politikai Bizottság 1945. január 26-i döntése alapján adták ki az 59/1945. M. E. számú rendeletet a Nemzeti Főtanács létrehozásáról. Tagjai: a házelnök (vagy helyettese), a miniszterelnök (vagy helyettese), és egy olyan nemzetgyűlési képviselő, aki nem tagja a kormánynak (Gerő Ernő – miniszterré történt kinevezéséig –, utána Révai József). A Nemzeti Főtanácsot reprezentatív (követek küldése és fogadása) és szimbolikus (nemzetközi szerződések kötése, halálos népbírósági ítéletek enyhítése) jogkörén kívül a kinevezések joga is megillette (miniszterek, bizonyos állami és közigazgatási vezetők esetében, illetve címek, kitüntetések alapítása és adományozása). Valamint önálló hatáskörben dönthetett kisebb jelentőségű ügyekben: például a házassági akadályok alóli felmentésről, vagy a törvénytelen gyermekek törvényesítéséről.”

## Tagjai
| Portré            | Személy                                    | Tisztség                          | Hivatali idő         | Hivatali idő         | Párt      | Párt |
| ----------------- | ------------------------------------------ | --------------------------------- | -------------------- | -------------------- | --------- | ---- |
|                   | lőcsei Zsedényi Béla (1894–1955)           | Az Ideiglenes Nemzetgyűlés elnöke | 1945. január 26.     | 1945. november 29.   | független |      |
|                   | Nagy Ferenc (1903–1979)                    | Az Ideiglenes Nemzetgyűlés elnöke | 1945. november 29.   | 1945. december 7.    | FKGP      |      |
| 1945. december 7. | Nagy Ferenc (1903–1979)                    | Az Ideiglenes Nemzetgyűlés elnöke | 1946. február 1.     |                      | FKGP      |      |
|                   | vitéz lófő dálnoki Miklós Béla (1890-1948) | Magyarország miniszterelnöke      | 1945. január 26.     | 1945. november 15.   | független |      |
|                   | Tildy Zoltán (1889-1961)                   | Magyarország miniszterelnöke      | 1945. november 15.   | 1945. december 7.    | FKGP      |      |
| 1945. december 7. | Tildy Zoltán (1889-1961)                   | Magyarország miniszterelnöke      | 1946. február 1.     |                      | FKGP      |      |
|                   | Gerő Ernő (1898-1980)                      | —                                 | 1945. január 26.     | 1945. május 11.      | MKP       |      |
|                   | Révai József (1898–1959)                   | —                                 | 1945. május 11.      | 1945. szeptember 27. | MKP       |      |
|                   | Rákosi Mátyás (1892-1971)                  | —                                 | 1945. szeptember 27. | 1945. december 7.    | MKP       |      |
|                   | Rajk László (1909–1949)                    | —                                 | 1945. december 7.    | 1946. február 1.     | MKP       |      |
|                   | Varga Béla (1903-1995)                     | —                                 | 1945. december 7.    | 1946. január 8.      | FKGP      |      |

## Hatásköre

### Eredetileg
Az Ideiglenes Nemzetgyűlés által 1944. évi december hó 22. napján adott felhatalmazás alapján a Nemzetgyűlés Politikai Bizottsága és az Ideiglenes Nemzeti Kormány Debrecenben 1945. évi január hó 26. napján tartott együttes tanácskozás alapján kinyilvánította a következőket:
Addig, amíg a magyar nép az államfői hatalom gyakorlásának módja felől nem dönt, az alkotmány szerint az államfőt megillető egyes jogokat az ezennel felállítandó háromtagú Nemzeti Főtanács gyakorolja.
- A Nemzeti Főtanács tagjai:
  - az Ideiglenes Nemzetgyűlés elnöke vagy helyettese,
  - az Ideiglenes Nemzeti Kormány elnöke vagy helyettese,

az Ideiglenes Nemzetgyűlés Politikai Bizottsága által választás útján kiküldött politikai bizottsági tag vagy póttag, aki nem tagja a kormánynak.
A Nemzeti Főtanács jogköre kiterjed:
- 1. Az elítélteknek kegyelemben részesítésére;
- 2. azon közhivatali és más tisztségekre való kinevezésekre, amelyek a fennálló törvények szerint a kormány vagy a miniszterelnök kinevezési jogát meghaladják, és a Nemzetgyűlés elnökségének jogkörébe utalva nincsenek, valamint a kormány tagjainak felmentésére;

a miniszterek kinevezésére a miniszterelnök javaslatára a Politikai Bizottság szótöbbséggel hozott határozata alapján;
- 3. az 1894. évi XXXI. tc. 11., 20., 23. §-aiban az államfő részére fenntartott akadályok alóli felmentések megadására;
- 4. az 1939. II. tc. 6. §-ának 4. pontja szerint a honvédség kötelékébe tartozóknak az állampolgársági kötelékből elbocsátására.

Az 1. pontban és a 3. pontban meghatározott jogok gyakorlásánál a Nemzeti Főtanács előadója az igazságügy-miniszter, akinek javaslattételre van joga.
Általános kegyelmet (amnesztia) csak az Ideiglenes Nemzetgyűlés adhat.
Debrecen, 1945. évi január hó 26. napján
Dr. Zsedényi Béla s. k.,
az Ideiglenes Nemzetgyűlés elnöke, úgy
is, mint a Politikai Bizottság elnöke.
Dálnoki Miklós Béla s. k.,
az Ideiglenes Nemzeti Kormány elnöke.
(Közli: Népszava, 1945. március 7. )

### Az 1945. évi III. törvény szerint
1945. évi III. törvénycikk a Nemzeti Főtanácsról
- 1. § Az ideiglenes nemzetgyűlés politikai bizottságának és az ideiglenes nemzeti kormánynak a Debrecenben 1945. évi január hó 26. napján 59/1945. Eln. szám alatt a Nemzeti Főtanács felállítása tárgyában és a Budapesten, 1945. évi július hó 21. napján 1814/1945. E. szám alatt a Nemzeti Főtanács hatáskörének kiegészítése tárgyában kibocsátott rendelkezései törvényerőre emeltetnek s egyszersmind - egységes szövegbe foglalás mellett - megfelelően kiegészíttetnek. Ehhez képest a Nemzeti Főtanács szervezetét és jogkörét az alábbi rendelkezések határozzák meg.
- 2. § (1) Addig, amíg a magyar nép az államfői hatalom gyakorlásának módja felől nem dönt, az alkotmány szerint az államfőt megillető egyes jogokat a következő §-ok szerint háromtagú Nemzeti Főtanács gyakorolja.
- (2) A Nemzeti Főtanács tagjai:

az ideiglenes nemzetgyűlés elnöke vagy helyettese,
az ideiglenes nemzeti kormány elnöke vagy helyettese,
az ideiglenes nemzetgyűlés politikai bizottsága által választás útján kiküldött politikai bizottsági tag vagy póttag, aki nem tagja a kormánynak.
- 3. § (1) A Nemzeti Főtanács jogkörébe tartozik:

1. a miniszterek kinevezése a politikai bizottságnak a miniszterelnök javaslatára szótöbbséggel hozott határozata alapján;
2. a kormány tagjainak felmentése;
3. a közhivatali és más tisztségekre való azok a kinevezések, amelyek a fennálló törvények szerint a kormány vagy a miniszterelnök kinevezési jogát meghaladják és a nemzetgyűlés elnökségének jogkörébe utalva nincsenek;
4. címek adományozása, továbbá rendjelek és kitüntetések alapítása, illetőleg adományozása;
5. az 1939:II. tc. 6. §-ának 4. pontja szerint a honvédség kötelékébe tartozóknak az állampolgársági kötelékből elbocsátása;
6. a házassági jogról szóló 1894:XXXI. tc. 11. és 23. §-aiban meghatározott házassági akadályok alóli felmentés megadása;
7. a házasságon kívül született gyermek kegyelemből való törvényesítése;
8. az 1912:LXV. tc. 121. §-ában foglaltakhoz képest a nyugellátás kegyelmi úton való engedélyezése;
9. az elítélteknek kegyelemben részesítése.
(2) Általános kegyelmet (amnesztiát) csak az ideiglenes nemzetgyűlés adhat.
- 4. § A külügyek terén a Nemzeti Főtanács jogkörébe tartozik:

1. a követek küldése és a külállamok követeinek elfogadása;
2. a konzulok kinevezése és az idegen konzulok részére a működési engedély megadása;
3. a Magyarország nevében külállamokkal létesítendő nemzetközi szerződések aláírására jogosító felhatalmazás megadása és az aláírt nemzetközi szerződések megerősítése azzal, hogy a törvényhozás hatáskörét érintő nemzetközi szerződések megerősítéséhez az ideiglenes nemzetgyűlés politikai bizottságának előzetes hozzájárulása szükséges.
- 5. § A Nemzeti Főtanács előadója a 2. és a 3. §-ban felsorolt egyes jogok gyakorlásánál az ügy tárgya szerint illetékes miniszter, akinek javaslattételre van joga.

### Az 1945. évi XI. törvény szerint
1945. évi XI. törvénycikk az államhatalom gyakorlásának ideiglenes rendezéséről Archiválva 2016. szeptember 15-i dátummal a Wayback Machine-ben
II. FEJEZET
A Nemzeti Főtanács
- 5. §
  - (1) A Nemzeti Főtanács a Nemzetgyűlés elnökéből és a Nemzetgyűlés által választott további két tagból áll. A tagokon felül két póttagot kell választani. A Nemzeti Főtanács tagjai (póttagjai) nem lehetnek a kormány tagjai.
  - (2) Az 1945:III. tc. 2. §-ának ezzel ellentétes rendelkezései hatályukat vesztik.
  - (3) A Nemzeti Főtanácsnak a jelen § (1) bekezdése alapján való újjáalakulásával az eddigi tagok tisztsége megszűnik.
- 6. §
  - (1) A Nemzeti Főtanács tagjai és póttagjai a Nemzetgyűlés előtt esküt vagy fogadalmat tesznek.
  - (2) Az eskü szövege a következő:

„Én ....., mint a Nemzeti Főtanács tagja (póttagja) esküszöm az élő Istenre, hogy Magyarországhoz és annak alkotmányához hű leszek, törvényeit, régi, jó és helybenhagyott szokásait megtartom, tisztemet a Nemzetgyűléssel egyetértésben a magyar nép javára gyakorlom. Isten engem úgy segéljen!”
- (3) A fogadalom szövege a következő:

„Én ....., mint a Nemzeti Főtanács tagja (póttagja) becsületemre és lelkiismeretemre fogadom, hogy Magyarországhoz és annak alkotmányához hű leszek, törvényeit, régi, jó és helybenhagyott szokásait megtartom, tisztemet a Nemzetgyűléssel egyetértésben a magyar nép javára gyakorlom.”
- 7. § A Nemzetgyűlés elnöke gondoskodik a Nemzeti Főtanács ülésének összehívásáról és vezeti annak tanácskozásait. A Nemzeti Főtanács szótöbbséggel határoz.
- 8. § A Nemzeti Főtanács rendelkezési és intézkedései csak akkor érvényesek, ha azokat a miniszterelnök ellenjegyezte.
- 9. § (1) A miniszterelnököt a politikai bizottság kétharmad többségű határozata, ilyen hiányában pedig a Nemzetgyűlés határozata alapján a Nemzeti Főtanács nevezi ki és menti fel. Az 1945:II. tc. 1. §-ának (4) bekezdése hatályát veszti.

(2) A Nemzeti Főtanács hatáskörébe tartoznak a közhivatali és más tisztségekre való azok a kinevezések, amelyek a fennálló törvények szerint a kormány vagy a miniszterelnök kinevezési jogát meghaladják. A honvédség tábornokainak kinevezésére az előterjesztést a miniszterelnök és a honvédelmi miniszter egyetértésben teszik meg. Az 1945:II. tc. 1. § (2) és (3) bekezdésében, valamint az 1945:III. tc. 3. § (1) bekezdésének 3. pontjában foglalt ezzel ellentétes rendelkezések hatályukat vesztik.
- 10. § (1) A Nemzeti Főtanács tagjai ellen tisztségük betöltésének ideje alatt egyáltalában nem tisztségük megszűnése után pedig az annak gyakorlásával kapcsolatos cselekedeteik vagy mulasztásaik miatt nem lehet bűnvádi vagy fegyelmi eljárást indítani vagy folytatni.

(2) A tisztségük gyakorlásával kapcsolatban ellenük elkövetett bűncselekmények olyan elbírálás alá esnek, mintha az államfő ellen követték volna el azokat.
- 11. § A Nemzeti Főtanács tagjait az alkotmány vagy a törvények megszegése esetében a Nemzetgyűlés felelősségre vonhatja. A felelősségre vonást a Nemzetgyűlés összes tagjai kétharmad részének szavazatával mondhatja ki. A bíráskodást a Nemzetgyűlés tagjaiból az 1848:III. tc. 34. §-ának értelemszerű alkalmazása szerint szervezett bíróság gyakorolja.

## Megszűnése
A Nemzeti Főtanácsot a köztársasági államforma bevezetéséről szóló 1946. évi I. tv. 1946. február 1-jével megszüntette."
(8. § "Az elsőízben megválasztott köztársasági elnök eskü-, illetőleg fogadalomtételével a Nemzeti Főtanács intézménye megszűnik.")